# 홍충현
홍충현(洪忠鉉, 1869년 음력 7월 2일 ~ 1925년 양력 4월 8일)은 일제강점기의 실업인이다.

## 생애
본적지는 한성부이다. 10대 중반이던 1884년을 전후로 무역중개업에 뛰어들어 수입무역상을 경영했다. 일찍 무역업으로 성공하여 자본을 축적한 뒤, 1900년에는 주임관 6등인 대한제국 중추원 의관에 임명되는 등 사회 활동을 시작했다.
1906년에 한성농공은행 설립위원이 되었고, 1907년에는 대한자강회 회원을 지내고 일진회가 의병활동을 방해하기 위해 조직한 자위단원호회에서 회계를 맡기도 했다. 이 외에도 개화파 계열의 여러 단체에서 활동하면서 이토 히로부미가 살해되었을 때는 이토 추도회의 간부로 일했다.
1909년에 대한천일은행 이사에 올라 1918년까지 재직했으며, 1912년에는 경성상업회의소의 의원을 지내며 실업계의 중진으로 활약했다. 한일 병합 조약 체결 후인 1912년에 일본 정부가 내린 한국병합기념장을 받은 바 있고, 같은 해 일본의 메이지 천황이 사망하자 상장을 1천 개 제작하여 무료로 보급하기도 했다.
1916년부터 5년 동안은 대정실업친목회의 간사 및 이사, 평의원, 1917년에는 불교옹호회 평의원과 노인계 계원, 1919년에는 조선경제회 고문, 1921년에는 조선구락부 발기인이 되었다. 이들은 모두 자본가나 유력자 중심으로 구성된 친일 성향의 단체들이다. 이 기간 중에도 대창무역주식회사 설립발기인, 조선생명보험주식회사 설립발기인, 조선천연빙주식회사 이사, 조선경남철도주식회사 대주주를 지냈다.
2007년 대한민국 친일반민족행위진상규명위원회가 발표한 친일반민족행위 195인 명단 중 경제 부문에 선정되었다. 2008년 발표된 민족문제연구소의 친일인명사전 수록예정자 명단에도 들어 있다.

## 같이 보기
- 자위단원호회
- 대정실업친목회

## 참고자료
- 친일반민족행위진상규명위원회 (2007년 12월). 〈홍충현〉 (PDF). 《2007년도 조사보고서 II - 친일반민족행위결정이유서》. 서울. 1652~1663쪽쪽. 발간등록번호 11-1560010-0000002-10. [깨진 링크(과거 내용 찾기)]